# Plano transverso
O Plano transverso ou Plano transversal, é um dos tipos de planos anatômicos. Ele é horizontal, sendo perpendicular aos planos mediano e frontal. Ele divide o corpo em parte superior e inferior (cranial e caudal). O termo "planos transaxiais" (geralmente abreviado como "planos axiais") é usado pelos radiologistas para se referir aos planos transversos. Para indicar a posição de um plano transverso, é necessário fornecer um ponto de referência (por exemplo, um plano transverso através do pâncreas).

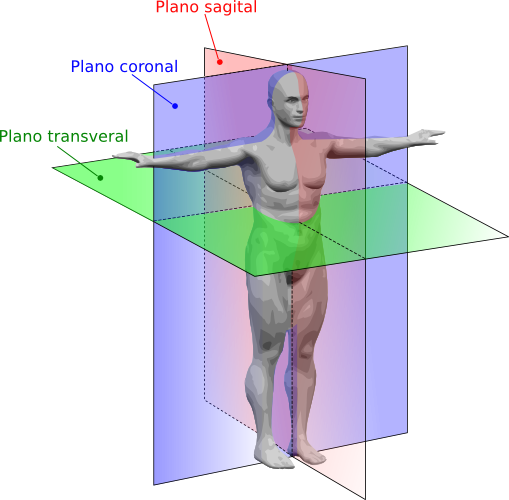
Planos que dividem o corpo humano.